# Akmal Shaikh
Akmal Shaikh (ur. 5 kwietnia 1956 w Pakistanie – zm. 29 grudnia 2009 w Urumczi), brytyjski muzyk skazany za przemyt narkotyków i stracony w Chinach.

## Okoliczności przemytu
Akmal Shaikh został aresztowany we wrześniu 2007 roku w Urumczi w związku z przemytem 4 kilogramów heroiny. 

## Kara śmierci
W 2008 roku został skazany na karę śmierci przez chiński sąd. Przewodniczący ChRL Hu Jintao nie skorzystał z prawa łaski pomimo apelów międzynarodowych w tym rządu brytyjskiego.
Wyrok został wykonany w chińskim więzieniu 29 grudnia 2009. Shakih został uśmiercony zastrzykiem trucizny.
Shakih był pierwszym od 50 lat obywatelem państwa europejskiego skazanym na karę śmierci przez chiński sąd.

## Reakcje międzynarodowe
Wątpliwości obserwatorów ONZ oraz przedstawicieli władz Wielkiej Brytanii, w tym premiera Gordona Browna, budzi okoliczność przeprowadzenia 30 minutowego przewodu sądowego. Obserwatorzy twierdzą, iż tak krótki proces nie dawał osądzonemu żadnych możliwości obrony. Brytyjski szef dyplomacji David Miliband podkreślił, że bardzo żałuje, że nie wzięto pod uwagę szczególnego przypadku skazanego: jego choroby psychicznej, co zostało nieodpowiednio zinterpretowane podczas procesu.
Z kolei specjalny sprawozdawca ONZ Philip Alston przypomniał, że wyrok zapadł po 30 minutach rozprawy, co nie dało oskarżonemu o przemyt prawa do należytej obrony lub przedstawienia dowodów.
"- Mówimy o odmowie przedstawienia dowodów medycznych, które skłoniłby sąd do powołania biegłego do oceny stanu zdrowia pana Shaikha. To jest bardzo zniechęcające, że sądy w Chinach tak lekceważąco podchodzą do obiektywnych argumentów" - podkreślił Alston.